# Белая (приток Кубани)
Бе́лая — река в России, течёт по Адыгее и Краснодарскому краю, левый приток Кубани (впадает в Краснодарское водохранилище).

## География
Длина — 273 км, площадь водосборного бассейна — 5990 км². Берёт начало на Главном, или Водораздельном хребте Большого Кавказа, у вершин Фишт и Оштен. В верхнем течении несёт черты типичной горной реки с рядом каньонных участков, в нижнем течении приобретает равнинный характер. Питание смешанное — ледниковое, снеговое, дождевое.
Главные притоки: Пшеха, Курджипс (левые); Киша, Дах (правые).
Пороги: «Топорики», «Топоры», «Киши» (Киши-1 и Киши-2, между которыми впадает речка Киша), «Гранитный каньон» («Горка», «Пригорок»), «Хаджохская теснина».

## Топонимия
Вплоть до 1856 года на картах фигурирует под своим историческим названием Шхагуашэ (адыг. Шъхьагуашьэ). В русских источниках того времени часто именовалась «Сагваса». В кабардинском нартском эпосе — Щхьэгуащэ, Щхьэгуащапщэ.
В переводе с современного адыгского языка гидроним распадается на шъхьэ/щхьэ — «голова» (верх, верховье) и гуашъэ/гуащэ «богиня, княгиня, хозяйка». Нетопонимичность подобного сочетания заставляет искать другие этимологии.

## Населённые пункты
На Белой расположены города Майкоп, Белореченск, населённые пункты: посёлок Гузерипль, село Хамышки, посёлок Никель, станица Даховская, посёлок Каменномостский, станица Абадзехская, посёлок Тульский, хутор Гавердовский, станица Ханская, село Белое.

## Экономика
Энергетический потенциал реки используется Белореченским каскадом ГЭС, состоящим из Белореченской и Майкопской ГЭС (суммарная мощность станций — 57,4 МВт, выработка — 241,9 млн кВт⋅ч/год).